# لاله شریف، نارووال
لاله شریف (به انگلیسی: Lala) یک منطقهٔ مسکونی در پاکستان است که در پنجاب واقع شده‌است. لاله شریف ۲۴۵ متر بالاتر از سطح دریا واقع شده‌است.